# Chaos Festival
 (mai 2025).
Motif : Festival ponctuel, peu notoire.
- Archive Wikiwix
- Bing
- Cairn
- DuckDuckGo
- E. Universalis
- Gallica
- Google
- G. Books
- G. News
- G. Scholar
- Persée
- Qwant
- (zh) Baidu
- (ru) Yandex
- (wd) trouver des œuvres sur Wikidata

| 1. | Préciser le motif de la pose du bandeau. | Précisez le motif de la pose du bandeau en utilisant la syntaxe suivante : {{admissibilité à vérifier\|date=mai 2025\|motif=remplacez ce texte par le motif}}                       |
| 2. | Informer les utilisateurs concernés.     | Pensez à avertir le créateur de l'article, par exemple, en insérant le code ci-dessous sur sa page de discussion : {{subst:avertissement admissibilité à vérifier\|Chaos Festival}} |

 (août 2016).
Le Chaos Festival est un festival punk et oï qui s'est tenu à Orléans, salle du Baron, le 20 octobre 1984.

## Description

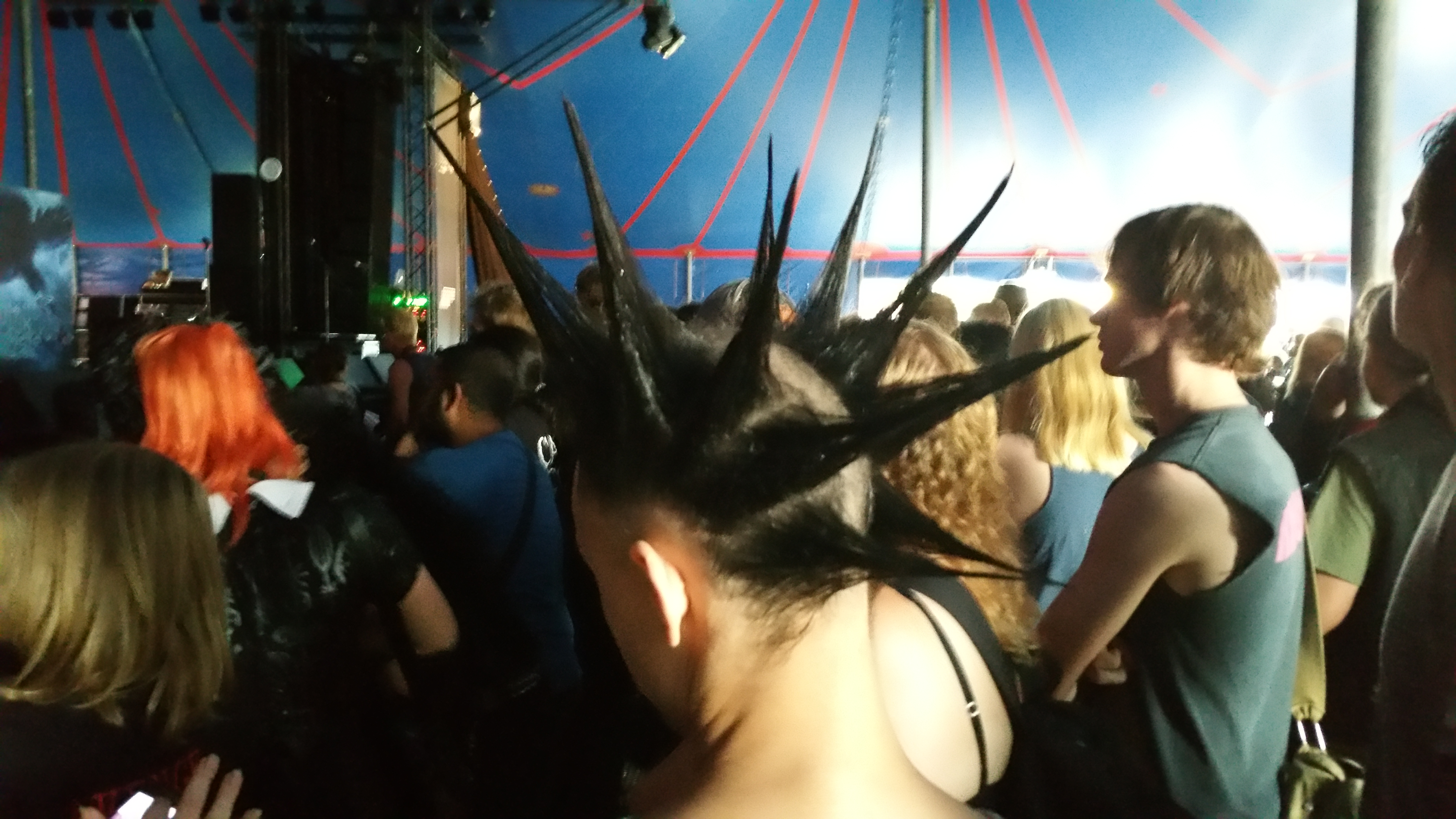
Concert punk

Étaient à l'affiche les groupes français Sub Kids, Kidnap, Collabos, Reich Orgasm, Komintern Sect, Trotskids et Camera Silens. Plusieurs de ces groupes étaient liés au label Chaos Productions, qui fêtait ses deux ans d'existence à cette occasion.
La décision de mettre en place ce festival fut inspirée par les Journées du chaos en Allemagne, une série de concerts de la scène punk allemande. Le service d'ordre pour cette soirée était essentiellement composé de Hells Angels. Ce festival a aussi permis de rendre visible une scène punk provinciale très active.